# Bamba Duleep Singh
La principessa Bamba Duleep Singh, nota anche come Bamba Sutherland (Londra, 29 settembre 1869 – Lahore, 10 marzo 1957), è stata l'ultima rappresentante della famiglia regnante dell'impero Sikh.
Dopo un'infanzia trascorsa in Inghilterra, si stabilì a Lahore, la capitale di quello che era stato il regno del padre. Fu un'appassionata sostenitrice dell'autogoverno e dell'indipendenza dell'India, amica personale di rivoluzionari indiani, tra i quali Lala Lajpat Rai.

## Gioventù
Nata Bamba Sophia Jindan Duleep Singh, era la figlia maggiore del maharaja Duleep Singh e della sua prima moglie, l'egiziana Bamba Müller. La madre era la figlia illegittima di Ludwig Müller, un banchiere e mercante tedesco della Todd Müller and Company, e di Sofia, la sua amante di origine abissina. La principessa Bamba Duleep Singh nacque il 29 settembre 1869 a Londra. Suo padre era stato portato in Inghilterra da bambino al termine della seconda guerra anglo-sikh e la successiva annessione del Punjab ai territori sotto il dominio della Compagnia delle Indie Orientali, avvenuta il 29 marzo 1849.

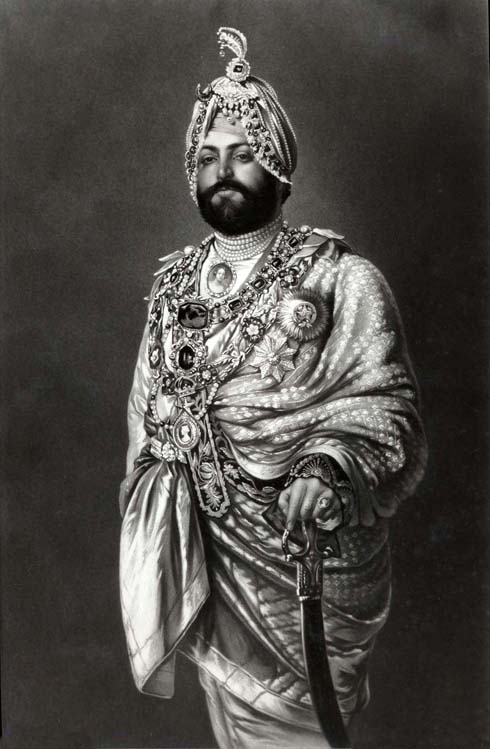
Maharaja Duleep Singh, 1875 circa

Il padre di Bamba fu cresciuto in Inghilterra nella religione cristiana. Durante il viaggio di ritorno dall'India, durante il quale aveva fatto cremare i resti della madre secondo l'usanza indiana, Duleep Singh sposò Bamba Müller, che lavorava in una scuola missionaria al Cairo, città nella quale era cresciuta. Duleep Singh e la moglie trascorsero una vita lussuosa in Inghilterra. Bamba Sophia Jindan fu la loro prima figlia e prese i nomi dalla madre, della nonna materna e della nonna paterna.
Bamba visse a Elveden Hall, nel Suffolk, fino alla morte della madre, deceduta per una insufficienza renale. Bamba e i suoi fratelli e sorelle furono poi affidati alle cure di Arthur Oliphant, figlio del tenenete colonnello James Oliphant, scudiero de Duleep Singh. Completò la sua formazione scolastica frequentando il Somerville College di Oxford e l'università di medicina di Chicago, Illinois.

## In India
Quando Bamba Duleep Singh decise di visitare l'India, pubblicò un annuncio su un giornale per assumere un'accompagnatrice. La donna prescelta era un'ungherese, Maria Antonietta Gottesmann, figlia di un funzionario del governo austro-ungarico appartenente agli ambienti aristocratici cattolici dell'alta società di Budapest. Le due donne fecero diversi viaggi in India, stabilendosi a Lahore e a Shimla. Maria Antonietta Gottesmann sposò Umrao Singh Sher-Gil, un aristocratico sikh. Marito e moglie si trasferirono in Ungheria: la pittrice Amrita Sher-Gil era loro figlia.. Bamba Duleepp Singh si stabilì a Lahore e nel 1915 sposò il direttore del King Edward Medical College di Lahore, il dottor David Waters Sutherland.
Nel 1924 le fu finalmente concesso il permesso di trasferire a Lahore le ceneri della nonna Jind Kaur, i cui resti erano stati inizialmente collocati nel cimitero di Kensal Green e poi cremati a Panchavati (città di Nashik, nei pressi di Mumbai). Bamba Duleep Singh supervisionò il trasferimento delle ceneri e i riti funebri, che erano negati quando Jind Kaur morì a Kensington. Fece quindi deporre le ceneri della nonna nel monumento commemorativo del maharaja Ranjit Singh, a Lahore.
Sutherland morì nel 1939: si era trasferito in Scozia da molti anni, mentre la moglie era rimasta a Lahore per amore del suo Paese d'origine. Fu un'incredibile padrona di casa, che frequentò e ospitò molti dei rivoluzionari che ottennero l'indipendenza dell'India. La casa in cui viveva era chiamata affettuosamente Gulzar ("Palazzo delle Rose"). La casa aveva un giardino dove la stessa Bamba Duleep Singh coltivava diverse varietà di rose: nel suo testamento lasciò scritto che di tanto in tanto venissero poste delle rose rosse sulla sua tomba.

## Morte ed eredità

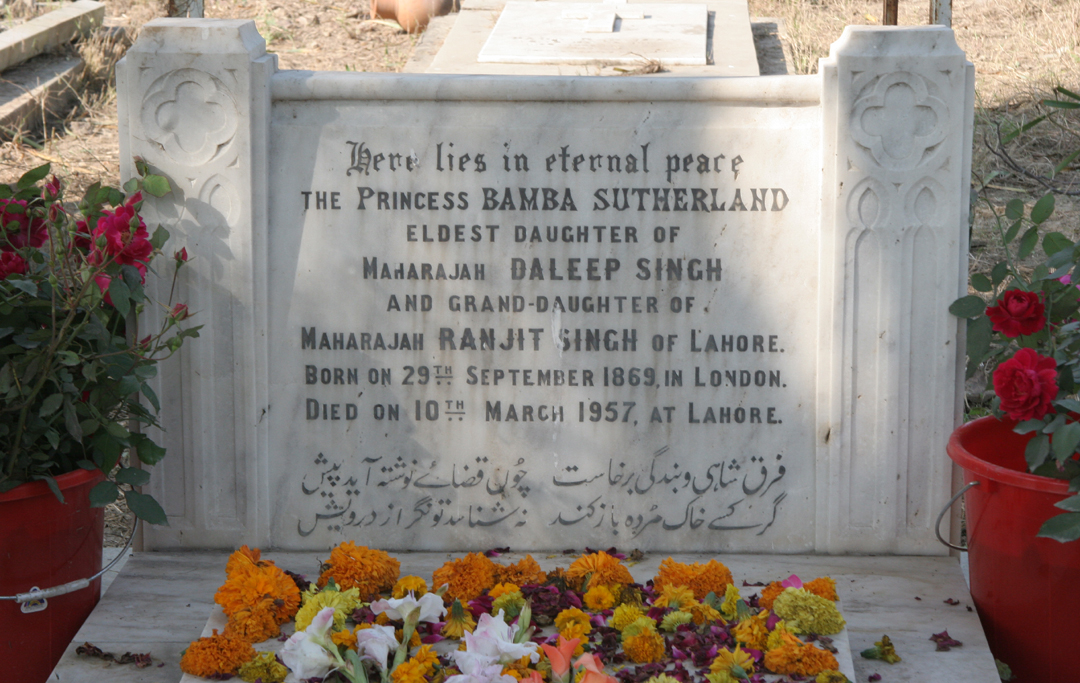
Her grave in Lahore

Quando morì, il 10 marzo 1957, il suo funerale fu organizzato dal vice-alto commissario del Regno Unito a Lahore e da pochi amici, poiché la maggior parte dei suoi compagni e parenti erano fuggiti in India a seguito della separazione di India e Pakistan. Bamba Duleep Singh si era rifiutata di abbandonare la sua casa a Lahore, la capitale dei sikh.
Bamba Duleep Singh lasciò una grande quantità di importanti oggetti storici al suo segretario, Pir Karim Bakhsh Supra, che li consegnò al governo pakistano perché li esponesse pubblicamente. La collezione è composta da diciotto dipinti, quattordici acquerelli, ventidue dipinti su avorio e una serie di foto e articoli. La collezione è conservata nel forte di Lahore ed è nota come "Collezione della Principessa Bamba".
Sulla sua lapide è scritto, in persiano: